# Kato Takaaki
Kato Takaaki, född 3 januari 1860 i Nagoya, död 28 januari 1926, viscount, japansk
diplomat och politiker. Kato är också känd som Kato Komei, vilket är ett alternativt uttal av hans namn.

## Biografi
Kato verkade som diplomat, blev 1888 privatsekreterare åt utrikesministern Okuma Shigenobu, var 1891-1894 anställd i finansministeriet och 1894-1899 ambassadör i London. Kato var därefter utrikesminister 1900-1901 och hade betydande andel i förberedandet av alliansfördraget med England från 1902, var 1902-1903 parlamentsledamot, 1906 ånyo utrikesminister i 
Saionji Kinmochis ministär, men avgick samma år, då han ogillade regeringens förslag om inköp i stor skala av enskilda järnvägar.
Kato blev åter ambassadör i London 1908-1912, blev därefter utrikesminister under Katsura Taro december 1912 och avgick med denne i februari 1913. Därpå var han en tid parlamentarisk oppositionsledare, men inträdde 1914 i Okumas sista ministär som utrikesminister och ledde Japans diplomati, bland annat vid krigsförklaringen mot Tyskland och överlämnandet till Yuan Shikais kinesiska regering maj 1915 av ett ultimatum med de beryktade "21 punkterna".
Kato avgick med Okuma oktober 1915 och blev ledare för det liberala oppositionspartiet Kenseikai. Han blev samma år medlem av pärskammaren. År 1911 hade han upphöjts till baron, och 1916 blev han viscount. I parlamentet yrkade Kato energiskt för rösträttens utsträckning och återkallande av de japanska trupperna i Sibirien och Amurområdet, och kritiserade i allmänhet militärpartiets politik. Han efterträdde i juni 1924, viscount Kiyoura Keigo som premiärminister och avled på sin post 1926.